# Martinsville Seven
Martinsville Seven var sju afroamerikanska män som dömdes och avrättades för att ha våldtagit en vit kvinna i Martinsville i Virginia.
I januari 1949 blev 32-åriga Ruby Stroud Floyd våldtagen av en grupp afroamerikaner och polisen kunde inom kort gripa sju misstänkta: Frank Hairston Jr., Booker T. Millner, Howard Lee Hairston, James Luther Hairston, John Claybon Taylor, Francis DeSales Grayson och Joe Henry Hampton. Efter en kort rättegång dömdes samtliga till döden av en delstatlig domstol i Virginia. Efter en rad nådeansökningar avrättades de sju i elektriska stolen i februari 1951.